# Ciro Zabala
Ciro Felipe Zabala Canedo (Madrid, España; 10 de julio de 1951) es un médico cirujano, gastroenterólogo, empresario y político boliviano. Se desempeñó como senador nacional de Bolivia en representación del Departamento de Cochabamba desde el 22 de enero de 2015 hasta el 8 de noviembre de 2020.

## Biografía
Ciro Zabala nació el 10 de julio de 1951 en la ciudad de Madrid en España. Su padre fue el médico Ciro Zabala Ribera y su madre Elena Canedo Rivero, ambos de nacionalidad boliviana. Cabe mencionar que Ciro nació en España debido a que durante aquella época su padre se encontraba realizando una especialización médica en aquel país.
En 1952, la familia Zabala retorna a Bolivia y se establecen por un tiempo en la ciudad de Cochabamba. En ahí, Ciro comenzaría sus estudios escolares el año 1957 en el colegio "La Salle" y luego los primeros años de secundaria en el colegio San Agustín. Posteriormente la familia Zabala se trasladó a vivir a la ciudad de La Paz donde Ciro salió bachiller del colegio San Calixto el año 1969.
Durante su adolescencia y parte de su juventud, Ciro Zabala se destacó por ser un destacado deportista en varias disciplinas deportivas, entre ellas el baloncesto, el atletismo, el golf, el tenis, el fulbito y fútbol. Inclusive llegó a formar parte del equipo de fútbol "Arauco Prado" (una división inferior del equipo de fútbol de Wilstermann).
Continuó con sus estudios superiores, aunque inicialmente, al principio se fue a Chile a estudiar Ingeniería, pero al final, Ciro Zabala decidió retornar a Bolivia y seguir los pasos de su padre ingresando a estudiar la carrera de medicina en la Universidad Mayor de San Andrés en el año 1971. Se tituló como médico cirujano de profesión el año 1977 y realizó un posgrado en gastroenterología y medicina Interna en la Universidad de Toho en la ciudad de Tokio en Japón entre marzo de 1978 y abril de 1983.
Debido a su actividad multifacética, en sus tiempos libres, Zabala incursionó también en la radio, el teatro y el cine. Actualmente, incursionó también en el ámbito empresarial siendo dueño del complejo hotelero "Ecofish" con características de piscicultura y ecoturismo en las afueras del pueblo cochabambino de Coranipampa.

## Trayectoria política
La vida política de Ziro Zabala comienza en la década de 1970  cuando decide ingresar a formar parte del entonces denominado Ejército de Liberación Nacional (ELN), esto conllevaría, tiempo después a que fuera deportado del país durante el gobierno de Luis García Meza Tejada, exiliado en Brasil.

### Senador de Bolivia (2015-2020)
Muchos años después, Zabala ingresó a las filas del partido político del Movimiento al Socialismo (MAS-IPSP), participando en las elecciones nacionales de 2014 como candidato al cargo de senador en representación del Departamento de Cochabamba. Logró ganar y acceder al curul parlamentario. Aunque cabe mencionar que su candidatura se dio en reemplazo de Adolfo Mendoza Leigue quien fue inhabilitado para participar en dichos comicios.